# Timbres de Mayotte 1999
Cet article recense les timbres de Mayotte émis en 1999 par La Poste.

## Généralités
Les émissions de 1999 porte la mention « Mayotte - République française - La Poste 1999 » et une valeur faciale libellée en franc français (FRF), puis en euro (EUR) et franc français, d'abord le timbre « Euro » du 24 mai 1999, puis sur tous les timbres émis à partir du 27 juillet 1999.

## Légende
Pour chaque timbre, le texte rapporte les informations suivantes :
- date d'émission, valeur faciale et description,
- formes de vente,
- artistes concepteurs et genèse du projet,
- manifestation premier jour,
- date de retrait, tirage et chiffres de vente,

ainsi que les informations utiles pour une émission donnée.

## Janvier

### Marianne du 14 juillet
Le 2 janvier, pour compléter les trois timbres émis le 15 juillet 1997, sont émis sept timbres d'usage courant au type Marianne du 14 juillet de France métropolitaine surchargé « MAYOTTE ». Les valeurs sont celles de compléments : 0,10 franc sépia, 0,20 franc vert émeraude, 0,50 franc violet, 1 franc orange, 2 francs bleu, 5 francs bleu-vert et 10 francs violet.
La Marianne du 14 juillet, émise en France métropolitaine le 15 juillet 1997, est dessinée par Ève Luquet et gravée par Claude Jumelet pour une impression en taille-douce en feuille de cent timbres.
Ces timbres sont retirés le 31 décembre 2001 pour être remplacés le 2 janvier 2002 par le type Marianne du 14 juillet en euro.

## Février

### L'île au lagon
Le 8 février, est émis un timbre de 3 francs reproduisant une carte de Mayotte mettant en valeur le lagon qui l'entoure à l'intérieur de récifs de corail. Une seconde carte en bas à droite place l'archipel par rapport à l'Afrique. Une tortue et un singe ponctuent l'ilustration.
Le dessin titré L'Île au lagon est signé Nathalie et Xavier Boulenger et gravé par Claude Jumelet pour une impression en taille-douce.
Le timbre est retiré de la vente le 30 mars 2001.

### La retenue collinaire de Combani
Le 8 février, est émis un timbre de 8 francs sur un aménagement situé à Combani, dans la commune de Tsingoni : une retenue collinaire. L'illustration montre le plan d'eau, le barrage et les rives arborées.
Le timbre est dessiné par Philippe Marjolet et son fils et imprimé en offset.
Le timbre est retiré de la vente le 30 mars 2001.

## Avril

### Poissons
Le 6 avril, sont émis quatre timbres sur des poissons du lagon de Mayotte : le mérou vermillon (Cephalopholis miniata, Cephalopholis miniatus sur la légende du timbre) sur le 2,70 francs, la rascasse volante (Pterois volitans) sur le 3 francs, un « poisson-ange royal » ressemblant au poisson-ange duc (que confirme le nom latin en légende : Pygoplites diacanthus) sur le 5,20 francs, et un poisson chirurgien de l'espèce Acanthurus leucosternon sur le 10 francs.
Les timbres imprimés en offset sont dessinés par Gilles Renaud (2,70 et 3 francs), H. Lesouëf-Guillon (5,20 francs) et R. Reboul (10 francs).
Les timbres sont retirés de la vente le 30 mars 2001.

## Mai

### Euro
Le 24 mai, quatre mois et demi après l'émission de la version de France métropolitaine, est émis un timbre rouge de 3 francs (0,46 euro) représentant le symbole de l'euro (€) surchargé « MAYOTTE ». Il est le premier timbre de Mayotte à double valeur faciale en euro et en franc français.
Le timbre est dessiné par Jean-Paul Cousin et gravé par Jacky Larrivière pour une impression en taille-douce.
Il est retiré de la vente le 12 décembre 2003.

## Juin

### Le baobab
Le 7 juin, est émis un timbre de 8 francs sur le baobab.
Le paysage illustrant le timbre est dessiné par Gilles Renaud et imprimé en offset.
Le retrait de la vente a lieu le 30 mars 2001.

### Founga
Le 7 juin, est émis un timbre de 5,40 francs représentant un founga, une sorte de félin.
Le timbre est dessiné par Philippe Marjolet et gravé par Claude Jumelet pour une impression en offset et taille-douce en feuille de vingt-cinq.
Il est retiré de la vente le 30 mars 2001.

## Juillet
Le 27 juillet, sont émis les deux premiers timbres spécifiquement conçus pour Mayotte dont la valeur faciale est imprimée en euro et en franc français.

### Pirogues
Le 27 juillet, est émis un bloc de trois timbres de 5 francs (0,76 euro) présentant trois vues de pirogues à balancier sur une plage. Le taux de conversion « 1 € = 6,55957 F » est écrit en haut à gauche du bloc.
Les timbres sont dessinés par Gilles Renaud et imprimés en offset.
Le bloc est retiré de la vente le 1er octobre 2001.

### La préfecture à Dzaoudzi
Le 27 juillet, est émis un timbre de 3 francs (0,46 euro) représentant la façade de la préfecture de Mayotte à Dzaoudzi.
Le timbre est dessiné par Nadine Murat et imprimé en offset.
Il est retiré de la vente le 1er octobre 2001.

## Novembre

### Le deba
Le 8 novembre, est émis un timbre de poste aérienne de 10 francs (1,52 euro) sur le deba, des chants et danses pratiqués par les femmes mahoraises lors d'événements festifs musulmans.
Le timbre est dessiné par Nadine Murat et imprimé en offset.
Il est retiré de la vente le 1er octobre 2001.

### Vanille
Le 8 novembre, est émis un timbre de 4,50 franc (0,69 euro) sur la vanille avec une fleur et des gousses.
Le timbre carré est dessiné par Philippe Marjolet et imprimé en offset.
Il est retiré de la vente le 1er octobre 2001.

## Décembre

### 2000
Le 13 décembre, est émis un timbre de 3 francs (0,46 euro) pour le passage à l'2000. Sur fond de carte de Mayotte, une flèche bleu part en spirale de l'île pour faire le tour d'un « 2000 » tricolore bleu-blanc-rouge et finir dans le coin supérieur droite ou se trouvent les valeurs faciales.
Le timbre est dessiné par R. Reboul et imprimé en offset.
Le retrait de la vente a lieu le 1er octobre 2001.

### Sources
- Catalogue de cotations des timbres des DOM-TOM, éd. Dallay, 2006-2007, pages 403-405.